# Demokraci (Włochy)
Demokraci (I Democratici) – włoska centrolewicowa i socjalliberalna partia polityczna, działająca w latach 1998–2002.
Ugrupowanie na początku 1998 założył Romano Prodi, w trakcie sprawowania przez niego urzędu premiera. Do nowego stronnictwa przyłączyły się m.in. Unia Demokratyczna i Włochy Wartości Antonia Di Pietro, a także grupa samorządowców skupionych wokół burmistrza Rzymu Francesca Rutelliego. Nowa formacja przystąpiła do Drzewa Oliwnego.
W 1999 w wyborach do Parlamentu Europejskiego Demokraci uzyskali 7,7% głosów, co dało im 7 mandatów (z czego 1 przypadł przedstawicielowi SVP). Po objęciu w tym samym roku przez Romano Prodiego stanowiska przewodniczącego Komisji Europejskiej, na czele partii stanął Arturo Parisi.
W 2000 po kolejnej zmianie rządu ugrupowanie opuścił Antonio Di Pietro, reaktywując Włochy Wartości. W 2001 ugrupowanie zostało członkiem federacji Demokracja to Wolność – Stokrotka, która w 2002 przekształciła się w jednolitą partię, co doprowadziło do rozwiązania Demokratów.